# Francesc Caballero i Muñoz
Francesc Caballero i Muñoz (València, 1894 - València, 1982) va ser un poeta valencià. Participà en els concursos literaris organitzats per l'Ajuntament de València i Lo Rat Penat i milità a Unió Valencianista Regional.
Va col·laborar a les revistes Pàtria Nova, El Poble Valencià, Pensat i Fet i El Camí, en aquesta última amb el pseudònim Daniel Tossal. Va pertànyer a l'equip de redacció de Taula de Lletres Valencianes. L'any 1932 va ser un dels signataris de les Normes de Castelló. Després de la guerra civil espanyola se separà del valencianisme i publicà poesia de temàtica fallera i inequívocament franquista.

## Obra
- 1915 Jardí espiritual
- 1919 Camins de llum